# Vipera palaestinae
Vipera palaestinae este o specie de șerpi din genul Vipera, familia Viperidae, descrisă de Werner 1938. A fost clasificată de IUCN ca specie cu risc scăzut. Conform Catalogue of Life specia Vipera palaestinae nu are subspecii cunoscute.

## Galerie

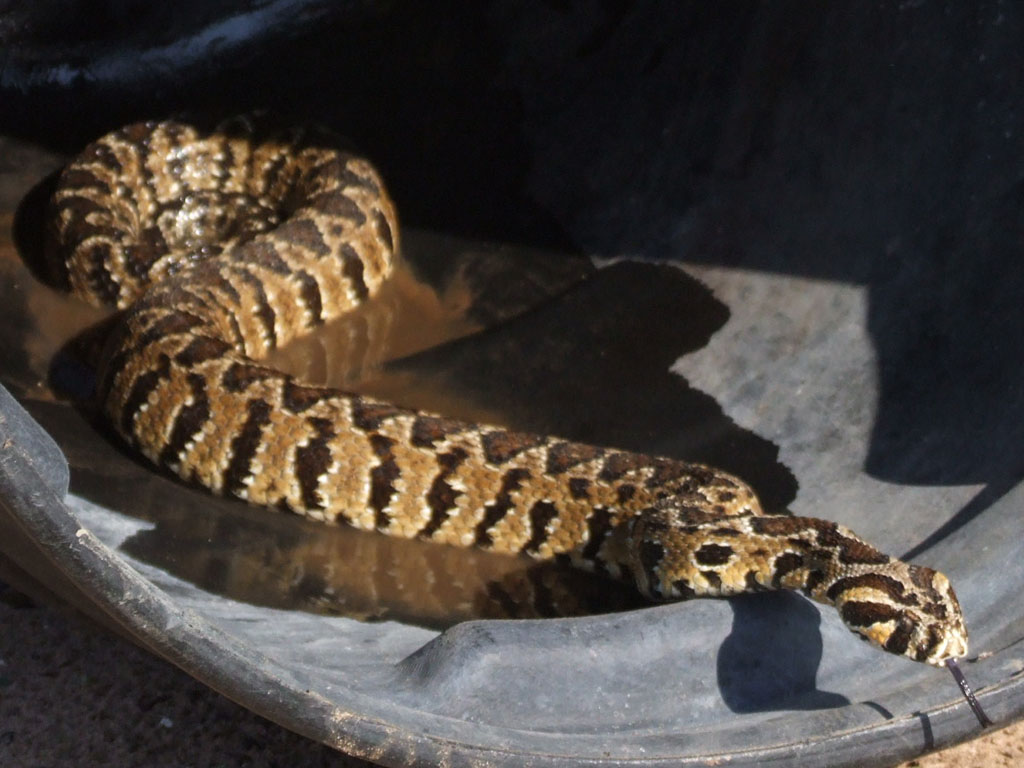
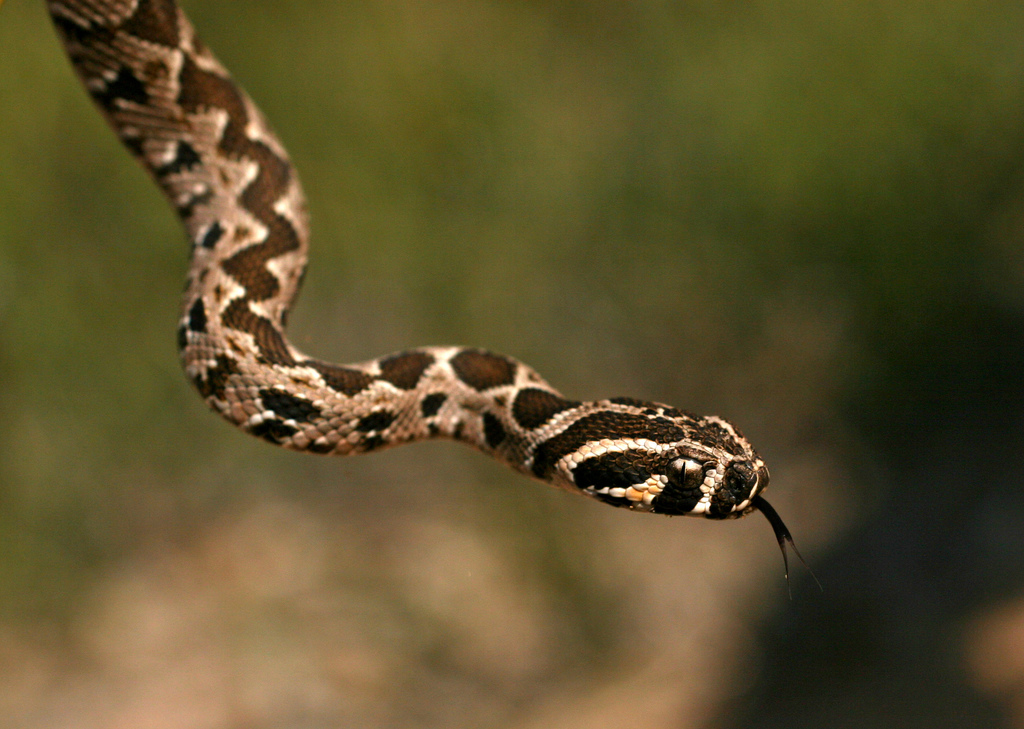
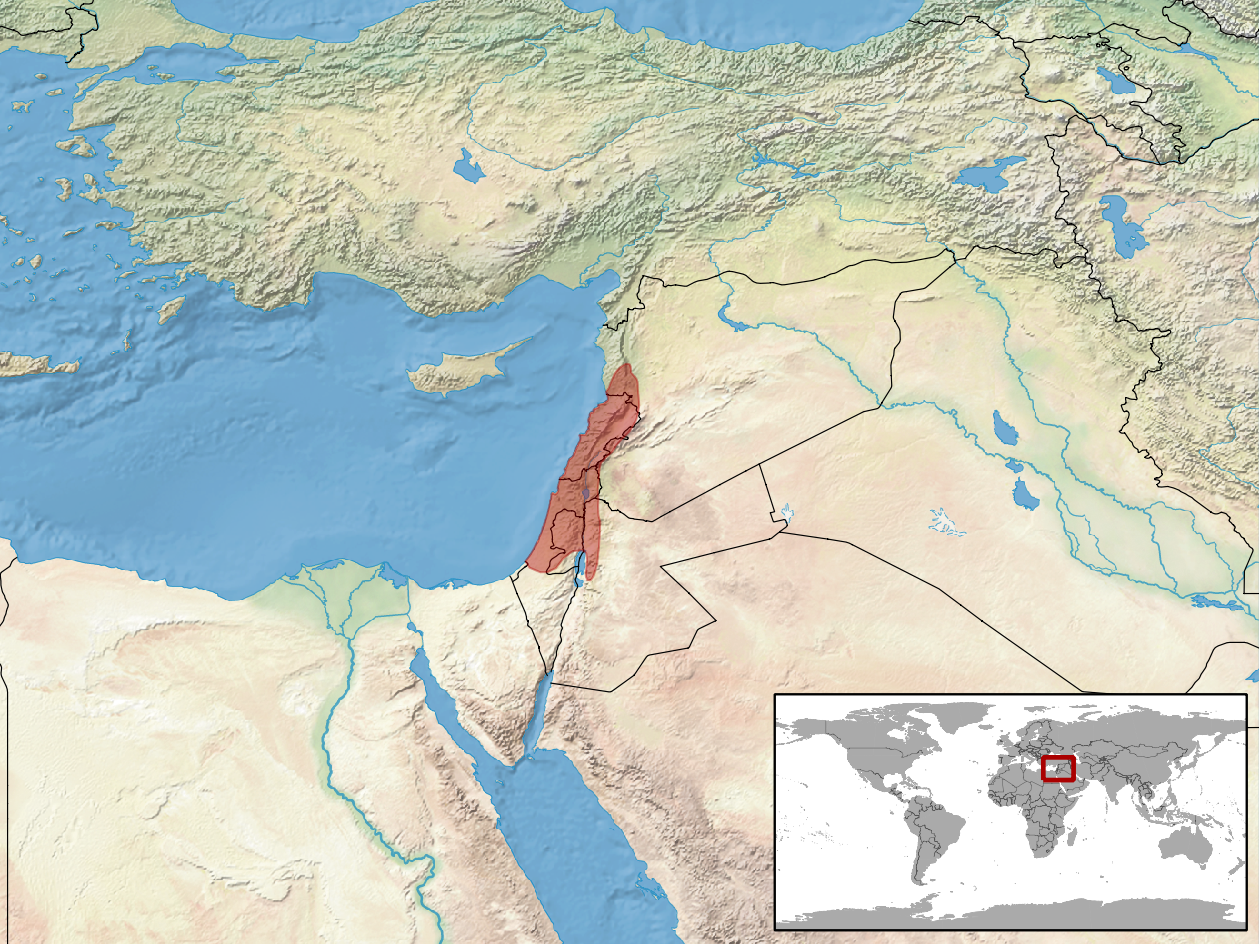
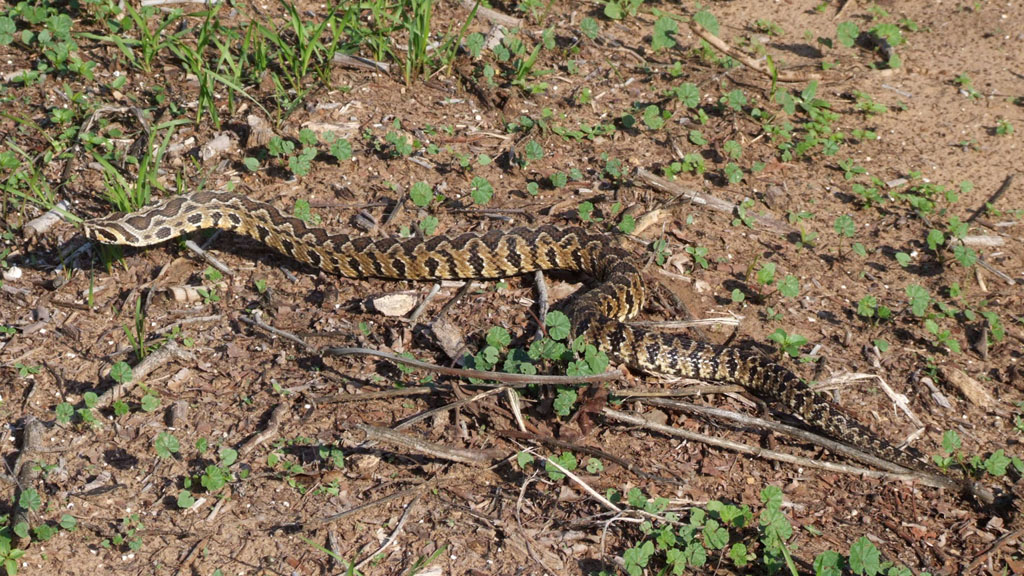